# Melchior Ludolf Herold

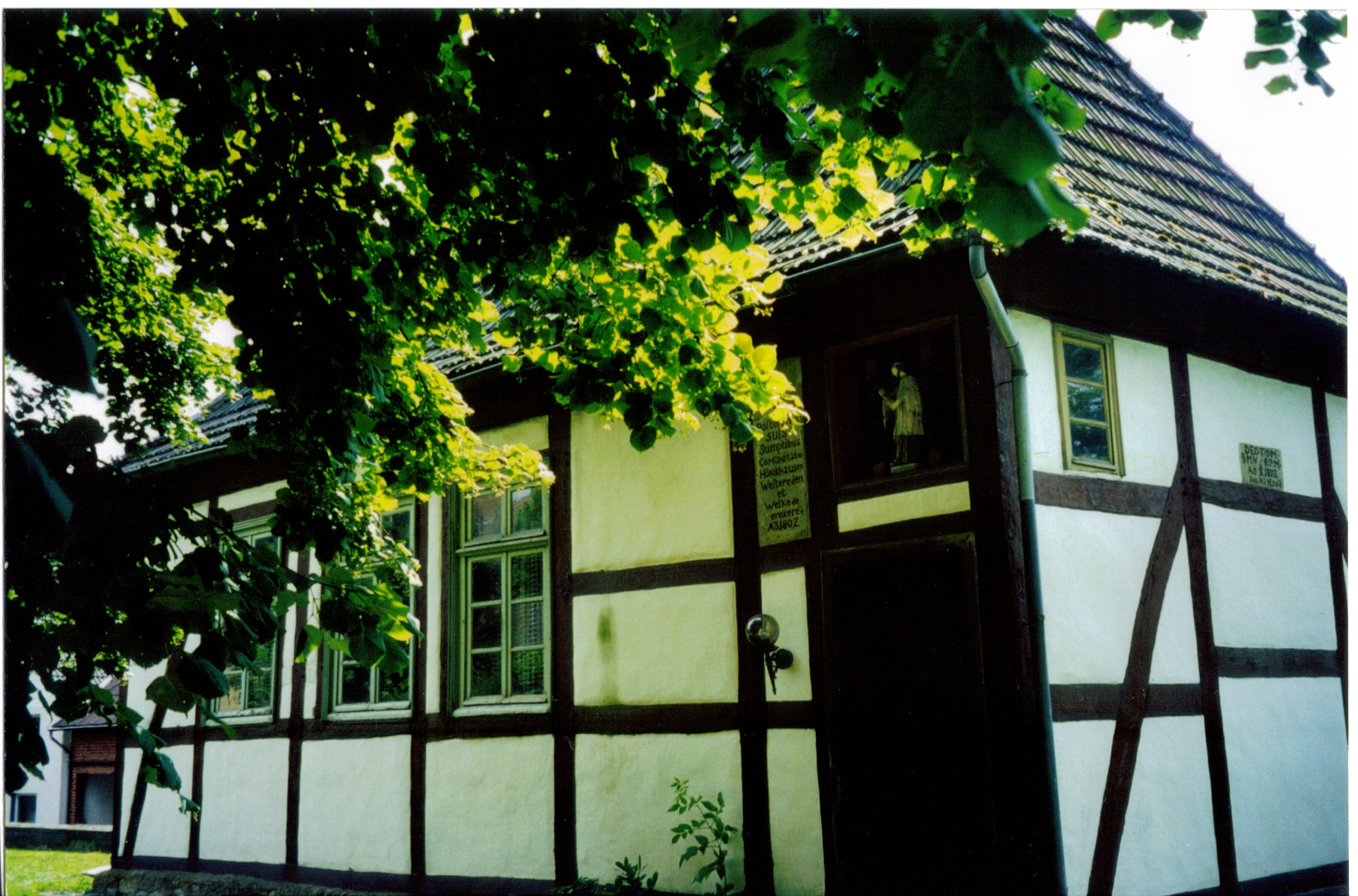
School in Hoinkhausen, waarop Herold heeft gewerkt

Melchior Ludolf Herold (Rüthen, 10 december 1753 – aldaar, 31 augustus 1810) was een Duits kerkliedcomponist en priester.

## Biografie
In 1753 werd Herold als derde van zeven kinderen geboren. Op de leeftijd van 27 jaar verhuisde hij naar Hoinkhausen, waar hij als priester werkte en op eigen kosten de pastorie renoveerde. Herold nam het schoolwezen onder handen; bijvoorbeeld in 1784 scheidde hij jongens en meisjes. In 1786 voerde hij de industriescholen in zijn land in. In het hertogdom Westfalen waren er in 1814 231 scholen naar de stijl van Herold. In 1808 liep hij een beroerte op en stierf twee jaar later.

## Publicaties (selectie)
- Alles meinem Gott zu Ehren (Gotteslob Nr. 615)

- Gemeinsame Normdatei: 122294505
- International Standard Name Identifier: 0000 0000 1606 5184
- Library of Congress Control Number: nb2011030982
- Virtual International Authority File: 27950055
- WorldCat: E39PBJfh3jc8h38wcmdP6D9hpP